# دانا بارون
دانا بارون (بالإنجليزية: Dana Barron)‏ هي ممثلة أمريكية، ولدت في 22 أبريل 1966 بنيويورك في الولايات المتحدة.

## أعمال

### مسلسلات
- بيفرلي هيلز 90210

## وصلات خارجية
- دانا بارون على موقع IMDb (الإنجليزية)
- دانا بارون على موقع ألو سيني (الفرنسية)
- دانا بارون على موقع أول موفي (الإنجليزية)
- دانا بارون على موقع قاعدة بيانات برودواي على الإنترنت (الإنجليزية)
- دانا بارون على موقع قاعدة بيانات الأفلام السويدية (السويدية)
- دانا بارون على موقع إن إن دي بي (الإنجليزية)
- دانا بارون على موقع قاعدة بيانات الفيلم (الإنجليزية)
- دانا بارون على موقع كينوبويسك (الروسية)